# Зандбостель
Зандбостель (нем. Sandbostel) — община в Германии, в земле Нижняя Саксония.
Входит в состав района Ротенбург-на-Вюмме. Подчиняется управлению Зельзинген. Население составляет 834 человека (на 31 декабря 2010 года). Занимает площадь 31,54 км².
Коммуна подразделяется на 4 сельских округа.